# خزعة الجسم القطبي
خِزْعَة الجسم القطبي (بالإنجليزية: Polar body biopsy)‏ هي أخذ عينة من جسم قطبي لبويضة. وتم تطبيقه سريريا على البشر في عام 1987 بعد دراسات واسعة النطاق على الحيوانات. والجسم القطبي هو خلية صغيرة أحادية الصبغيات تتشكل بالتزامن مع خلية البويضة أثناء التكوُّن، ولكنها لا تملك عمومًا القدرة على أن يتم تخصيبها.
وبعد أخذ الخزعة، يمكن إجراء تحليل لاحق للتنبؤ بفرص حمل الخلية البيضية، بالإضافة إلى التنبؤ بصحة الشخص المستقبلية الناتجة عن هذا الحمل. ولهذا الاستخدام الأخير، أصبحت خزعة الجسم القطبي شكلاً من أشكال التشخيص الوراثي السابق للانغراس. وبالمقارنة مع خزعة الكيسة الأريمية، يمكن لخزعة الجسم القطبي أن تكون ذات تكاليف أقل، وآثار جانبية أقل ضررا، وأكثر حساسية في اكتشاف التشوهات.

## التقنيات
يتم إزالة أول جسم قطبي من البويضة غير المخصبة، والجسم القطبي الثاني من الزيجوت بعد فترة قصيرة من الإخصاب. ويمكن الانتهاء من الخزعة وتحليل الجسم القطبي الأول والثاني قبل الإخصاب، وهي اللحظة التي تُعتبر فيها البيضة الملقحة جنينًا، وقد يكون محميًا بموجب القانون.
ومن خلال فحص الجسم القطبي الأول فيما يخص الشذوذات الصبغية، يمكن تحديد البويضات غير القابلة للحياة بشكل موثوق به، على الرغم من أن البويضات ذات الأجسام القطبية الأولى العادية يمكن أن تتأثر بالأخطاء. وتم تنفيذ هذه الطريقة في البداية مع التهجين الموضعي المتألق، ثم عن طريق تهجين عينة إلى الخلايا اللمفاوية لمراقبة ذلك في الطور التالي، ومؤخرًا بواسطة المصفوفة الدقيقة، التي تسهل التمييز بين شذوذ الكروموسومات مقابل شذوذ الكروماتيدات.
والميزة الرئيسية لاستخدام الأجسام القطبية في التشخيص الوراثي السابق للانغراس هي أنها ليست ضرورية للتخصيب الناجح أو التطور الجنيني العادي، وبالتالي ضمان عدم وجود تأثير ضار على الجنين. بينما أحد عيوب خزعة الجسم القطبي هو أنه لا يوفر سوى معلومات حول مساهمة الأم في الجنين، وهذا هو السبب في تشخيص الحالات السائدة والاضطرابات المرتبطة بالكروموسوم X والتي تنتقل عن طريق الأمها ، كما يمكن تشخيص الاضطرابات الجسدية المتنحية جزئيا فقط. وهناك عيب آخر هو زيادة خطر الخطأ التشخيصي، بسبب تدهور المادة الوراثية على سبيل المثال أو أحداث إعادة التركيب التي تؤدي إلى أجسام قطبية مختلة أولى. ومن المتفق عليه عمومًا أنه من الأفضل تحليل كلتا الجسمين القطبيتين من أجل تقليل خطر التشخيص الخاطئ. ويمكن تحقيق ذلك عن طريق أخذ خزعة متسلسلة، وهي ضرورية إذا تم تشخيص الأمراض أحادية الجين، لتكون قادرة على تمييز الجسم القطبي الأول من الجسم القطبي الثاني، أو خزعة متزامنة إذا كان سيتم إجراء تهجين موضعي متألق.
ومن الناحية النظرية، قد يشمل التحليل الجزيئي للأجسام القطبية وصف ما فوق الجينات في المستقبل القريب.

## الأمراض المستهدفة

### اختلال الصيغة الصبغية
قد اقترحت عدة دراسات أن فحص الجسم القطبي لدراسة اختلال الصيغة الصبغية قد لا يكون الأمثل. وعندما تحدث غالبية الأخطاء في الكروماتيدات بدلاً من الكروموسومات بأكملها (حالة ترتبط بعمر الأم)، فإن فحص الجسم القطبي الأول فقط سيفشل في الكشف عن نسبة كبيرة من البيض المعيب. وكما ذكرنا سابقا، فإن الشذوذ الكروموسومي في أول جسم قطبي يمكن أن يؤدي إلى جنين سليم، مما يعني أن البيض قد يضيع في الواقع نتيجة للفحص، كما لن يتمكن اختبار الجسم القطبي من الكشف عن الأخطاء الزيجوتية اللاحقة في بويضة.
ولما كانت الأجسام القطبية الصبغية تحتوي على نفس الكروموسومات مثل البويضة، فيمكن استخدامها كمصدر للمادة الوراثية يسهل الوصول إليها دون تدمير البويضة، مما يقدم ميزة بحثية من خلال تقليل الضرر الذي يلحق بالبويضات قيد الفحص.

## الاستخدام
يتم استخدام خزعة الجسم القطبي بشكل رئيسي من قِبل مجموعتين من مجموعات التشخيص الوراثي السابق للانغراس في الولايات المتحدة الأمريكية، ومن قِبل مجموعات موجودة في البلدان التي يتم فيها حظر اختيار الجنين في مرحلة ما.